# Popperyzm
Popperyzm – filozofia Karla Poppera, a także stworzony przez niego prąd filozofii nauki rozwijany początkowo w opozycji do pozytywizmu logicznego, a później jako niezależny pogląd na kryteria naukowości wypowiedzi i metodologię nauki. Popperyzm określany jest również jako „krytyczny racjonalizm”, a także – w odniesieniu wyłącznie do filozofii nauki – jako „falsyfikacjonizm”. Tak rozumiany popperyzm występuje w co najmniej trzech znaczeniach:
- wąskim: zbiór wszystkich lub tylko części poglądów Poppera,
- szerszym: określenia dla poglądów (wszystkich lub tylko części) kontynuatorów myśli Poppera (tzw. popperystów): Imre Lakatosa, Josepha Agassiego, Johna Watkinsa, W. W. Bartley'a, Paula Feyerabenda (z okresu umiarkowanego),
- najszerszym: świadome (lub nie) nawiązywanie do poglądów Poppera.

## Popperyzm w filozofii wiedzy

### Poglądy Poppera, kryterium demarkacyjne
Filozofia Poppera była głosem w dyskusji, jaka rozegrała się w środowiskach naukowych w XX w., a która była związana z burzliwym rozwojem matematyki, logiki i fizyki. Znaczące zmiany, jakie dokonały się w postrzeganiu świata (ogólna teoria względności, mechanika kwantowa itp.) oraz przemiany społeczne spowodowały przewartościowanie wielu sądów na temat natury i pochodzenia wiedzy.
Początkowo Popper ograniczał się do krytyki pozytywistycznego podejścia, które jako kryterium demarkacyjne między wiedzą sensowną a niesensowną proponowało pojęcie weryfikowalności. W myśl poglądów pozytywistycznych wiedza sensowna jest to ta część wypowiedzi ludzkich, która znajduje odzwierciedlenie w rzeczywistości. Punktem wyjścia dla wiedzy jest doświadczenie, gołe fakty, na podstawie których należy zbudować teorię wyjaśniającą ich pochodzenie lub systematyzującą ich kształt, po czym teoria ta podlega weryfikacji doświadczalnej. W myśl poglądów pozytywistów weryfikacja polega na przeprowadzaniu i systematyzacji doświadczeń potwierdzających teorię. Wypowiedź sensowna powinna tym samym znajdować potwierdzenie w faktach, mówić wyłącznie o faktach lub być wydedukowana z faktów za pomocą zasad logicznych i ostatecznie zostać potwierdzona w doświadczeniu, aby móc być uznaną za prawdziwą. Nie powinna natomiast zajmować się abstrakcyjnymi bytami teoretycznymi (porównaj kopenhaska interpretacja mechaniki kwantowej). Pozytywiści argumentowali, że im więcej razy teoria została zweryfikowana, tym bardziej jest ona prawdopodobna. Pogląd ten jednak został zaatakowany przez Poppera.
Krytyka podejścia pozytywistycznego przeprowadzona w pracy Logika odkrycia naukowego (1934) wskazywała na braki w koncepcji budowy sensownych wypowiedzi z czystych danych empirycznych, a także w pojęciu weryfikowalności. Filozof akcentował rolę teorii, a zwłaszcza jej abstrakcyjnych elementów w organizacji wiedzy. Nie do przyjęcia, zdaniem Poppera, jest pogląd jakoby istniały „gołe fakty”, lub aby dało się gromadzić wiedzę doświadczalną bez posiadania modelu zjawiska, które się bada. Na fakt ten zwrócił także uwagę Albert Einstein, wyrażając sąd, że bez wiedzy teoretycznej (modelu zjawiska) niemożliwe jest zadecydowanie, jakie dane są istotne dla analizy doświadczenia.
Ostateczny atak Poppera dotyczył podziału na wiedzę sensowną i niesensowną. Pozostając w personalnym sporze z Ludwigiem Wittgensteinem, Popper uważał, że zagadnienia filozofii są rzeczywistymi problemami rozumowymi, a nie jedynie brakiem dyscypliny językowej. W szczególności zanegował Popper pogląd, jakoby wiedza niemająca odniesienia do doświadczenia zawsze była wiedzą nonsensowną czy trywialną. Popper zwrócił uwagę na podstawową trudność pozytywizmu: oto jeśli zastosować zasady pozytywizmu do niego samego, uzyskuje się sprzeczność – koncepcje pozytywistyczne nie mają odniesienia do doświadczenia, czyli do rzeczywistego rozwoju wiedzy. W konsekwencji Popper zanegował wartość poznawczą podziału wiedzy na sensowną i niesensowną, i zaproponował w to miejsce podział na wiedzę naukową i nienaukową, co nazwane zostało później zmianą kryterium demarkacyjnego.

### Nowy podział sądów
Główny ciężar krytyki pozytywizmu przez Poppera szedł jednak w kierunku określonego przez pozytywizm kryterium demarkacyjnego sensowności wypowiedzi, czyli weryfikowalności. Popper zauważył po pierwsze, że mogą istnieć wypowiedzi sensowne, które wcale nie podlegają analizie doświadczalnej. W wielkiej dyskusji prowadzonej przeciwko Wittgensteinowi dowodził, że istnieją prawdziwe problemy filozoficzne, a nie jedynie zagadki językowe, jak sądził ten ostatni filozof. W szczególności Popper wyraził pogląd, że niemożliwe jest metodologicznie jasne oddzielenie wiedzy sensownej od niesensownej. W miejsce kategorycznej klasyfikacji proponowanej przez pozytywistów zaproponował własną, polegającą na innym przeprowadzeniu linii demarkacyjnej i osłabieniu kryteriów podziału. Mianowicie jako podstawowe zaproponował rozróżnienie na linii wypowiedź naukowa – wypowiedź nienaukowa, które odbywa się bez wartościowania na temat sensowności, a tym bardziej prawdziwości wypowiedzi. Ponadto zauważył, że niezależnie od liczby potwierdzających teorie danych doświadczalnych nie jest możliwe określenie „prawdopodobieństwa” prawdziwości teorii, gdyż nie ma możliwości zdefiniowania odpowiedniej przestrzeni probabilistycznej, a zatem koncepcja pozytywistów jest sama w sobie skażona abstrakcjami niemożliwymi do realizacji w sposób ścisły i nie znajdującymi pokrycia w doświadczeniu.
Jako kryterium demarkacyjne w swoim nowym podziale wiedzy Popper zaproponował stosowanie pojęcia falsyfikowalności. Miało ono w zamyśle filozofa odpowiadać obserwacji, że jakkolwiek żadne doświadczenie nie może wykazać prawdziwości teorii, to istnieją doświadczenia, które mogą wykazać jej fałszywość. Według Poppera wiedza naukowa to taka, która dopuszcza (czysto formalnie) falsyfikację, czyli jest niejako ze swojej konstrukcji gotowa do wskazania doświadczenia, które mogłoby teorię obalić. Ważne przy tym, że nie musi być to doświadczenie możliwe do realizacji efektywnie w aktualnej sytuacji technicznej czy organizacyjnej. Zdaniem Poppera dużo bardziej istotna jest sama chęć wskazania takiego zjawiska czy obserwacji. W swojej krytyce takich poglądów jak marksizm, poglądy psychologiczne Freuda czy astrologia, Popper osądza te poglądy jako nienaukowe nie dlatego, że jak zdaniem pozytywistów nie są one zgodne z doświadczeniem, albo używają abstrakcyjnych terminów i błędów logicznych. Popper ocenia je jako nienaukowe, gdyż jego zdaniem są niepodatne na falsyfikację, tzn. nie podają one doświadczeń, które można przeprowadzić, aby je obalić.

### Problemy i krytyka popperyzmu
Ogólnie współczesne spojrzenie na poglądy Poppera wymaga przedstawienia ich w formie dwóch, w zasadzie niezależnych, choć powiązanych logicznie stanowisk:
- Stanowisko wynikające z krytyki pozytywizmu logicznego: Popper uważał, że proponowany przez pozytywistów podział na zdania sensowne i nonsensowne nie ma znaczenia i jest błędny. W jego miejsce zaproponował podejście oparte na falsyfikacji i dzielące wypowiedzi na zdania naukowe (poddające się falsyfikacji) i nienaukowe (nie poddające się falsyfikacji). Tak podzielone zdania nie są oceniane jako dobre czy złe, mądre czy głupie. Zdania nienaukowe mogą nadal nieść istotne treści i być wartościowe poznawczo. Nie są jednak zdaniami naukowymi (na przykład dotyczą kultury, duszy, uczuć, sztuki, religii).
- Stanowisko na temat praktyk stosowanych w nauce, metod jej rozwoju i metodologii prowadzenia badań: Popper podważał znaczenie weryfikacji teorii na rzecz falsyfikacji, bagatelizował rolę indukcji (uogólniania) oraz przeceniał znaczenie eksperymentu (a nie doceniał znaczenia teorii), uważając, że już pojedynczy fakt falsyfikacji pozwała odrzucić teorię i że faktycznie w taki sposób postępuje się w rzeczywistej nauce.

Poglądy Poppera odegrały niezwykle ważką rolę we współczesnej filozofii nauki. Był to przykład pierwszej w dziejach analizy rozwoju nauki, który został uznany za prawidłowy przez znaczącą większość społeczności naukowej. Można zaryzykować stwierdzenie, że Popper zapoczątkował współczesną teorię metodologii nauki, zaś jego poglądy stały się podstawą paradygmatu jej rozwoju. 
Krytyka poglądów Poppera dotyczyła zwłaszcza drugiego ze stanowisk, które prezentował. 

#### Thomas Kuhn
W 1962 roku Thomas Kuhn opublikował książkę pod tytułem The Structure of Scientific Revolutions. W dziele tym zaproponował własne uwagi na organizację wiedzy naukowej oraz zanegował popperowski pogląd, jakoby rozwój wiedzy miał charakter linearnego przyrostu w procesie asymilacji kolejnych falsyfikowalnych teorii i idei. Pogląd jakoby wiedza naukowa była tworzona dzięki budowaniu śmiałych hipotez, charakterystyczny dla Poppera, został zastąpiony ideą, że wiedza rozwija się w sposób nieciągły, rewolucyjnie. Po okresach względnego braku idei pojawia się ich wielka mnogość i przechyla ona w końcu naukowe spojrzenie z wcześniejszego stanu w nowy. Kuhn wprowadził pojęcie paradygmatu – wiodącego poglądu czy prądu w nauce obejmującego znaczną część danej dziedziny i pełniącego rolę poglądów wiodących, uznanych i rekomendowanych np. do nauczania. Rozwój nauki według Kuhna miał się dokonywać nie linearnie (jak uważali pozytywiści, a także Popper), a więc nie przez proste gromadzenie mnogości nowych teorii i wiedzy, a raczej w procesie rewolucji: powstawania nowych paradygmatów i upadku starych. Jak głosi popularne powiedzenie, nowe teorie uzyskują status wiodących, kiedy umrą zwolennicy starych – jest to bardzo trafne streszczenie poglądów Kuhna na rozwój nauki. Krytyka Kuhna jest nie do końca wyrażona jasnym językiem i jego stanowisko dopuszcza interpretację umiarkowaną i skrajną. Interpretacja skrajna, jakoby upadek paradygmatu zawsze dokonywał się bez jakiegokolwiek odniesienia do doświadczenia, jest w oczywisty sposób błędna. Natomiast interpretacja umiarkowana, w ramach której podkreśla się, że paradygmat może być silniejszy niż doświadczenia go falsyfikujące przynajmniej do momentu aż ktoś przedstawi lepszy paradygmat, jest jak najbardziej zasadna.

#### Imre Lakatos
Imre Lakatos – węgierski matematyk – w latach 60. XX wieku zauważył, że w rzeczywistej nauce ścisłej, której przykład stanowiła fizyka, kryterium falsyfikacji bywa czasem stosowane z opóźnieniem. 
Dla przykładu tak było w przypadku badań nad reakcją rozpadu neutronu (rozpad β) – z doświadczeń wynikało, iż łamie ona zasadę zachowania energii. Aby ratować tę zasadę Pauli podał „ad hoc” hipotezę, że brakująca energia jest unoszona przez nową cząstkę, którą nazwał neutrino, a która miałaby bardzo słabo oddziaływać z materią, co uzasadniało niemożność jej dotychczasowej rejestracji.  
Stan przejściowy, w którym nie zarejestrowano neutrina doświadczalnie, a zasada zachowania energii była uważana pomimo to za prawdziwą, trwał około 30 lat. Należy jednak pamiętać, że fizycy postrzegając tę sytuację jako prowizoryczną i otwartą prowadzili badania dwutorowo: teoretycy poszukiwali lepszej teorii rozpadów promieniotwórczych, przy założeniu poprawności zasady zachowania energii (i z czasem powstała teoria oddziaływań słabych), a doświadczalnicy szukali metod wykrycia neutrin (neutrina zostały wykryte w roku 1956 przez Fredericka Reines i Clyde Cowana). Gdyby tak się nie stało, a pojawiłyby się inne doświadczenia, które dałoby się wyjaśnić łamaniem zasady zachowania energii, to zasada ta byłaby obalona. Tak się jednak nie stało. 
Innym przykładem, podanym przez Lakatosa, było odkrycie planety Neptun: odkryto ją zakładając istnienie nieznanej dotąd planety w Układzie Słonecznym, powodującej obserwowane odchylenia od toru Urana, po którym powinien poruszać się wg teorii grawitacji Newtona. Nie opowiadano się zaś za obaleniem samej teorii grawitacji. 
Krytyka Lakatosa dotyczyła więc nie tyle wady pojęcia falsyfikowalności, co stosowania falsyfikowania w historii rozwoju nauki, bowiem np. przyjęcie hipotezy istnienia neutrina nie wykluczało możliwości doświadczalnego sfalsyfikowania zasady zachowania energii, czyli według kryterium Poppera zasada ta była zdaniem naukowym, bo być może nieprawdziwym. Lakatos zauważył jednak, że skoro opisana sytuacja nie obaliła wiary w zasadę zachowania energii, to praktyką jest, iż jawne sfalsyfikowanie teorii poprzez doświadczenie nie obala jej automatycznie: tak dzieje się co najmniej wtedy, gdy teoria wyjaśnia wiele faktów. 
Lakatos poszukując uzgodnienia podejścia Poppera i Kuhna zaproponował wprowadzenie dodatkowych pojęć, w szczególności pojęcia programu badawczego. W myśl tej koncepcji wiedza rozwijana jest w ramach nie pojedynczych teorii, a raczej ich prądów, większych zbiorów osądów, które miałyby być uzgadniane, aby osiągnąć spójność pomiędzy sobą. Falsyfikacja danej teorii nie obala jej, dopóki teoria ta odgrywa istotną rolę w ramach programu badawczego, do którego należy. Uczeni poszukują wówczas alternatywnego wyjaśnienia wyników eksperymentu i dopiero wobec niepowodzenia tych działań może nastąpić obalenie teorii, które czasem doprowadza do upadku całego programu badawczego. Lakatos zaproponował zatem poszerzenie kryteriów demarkacyjnych zaproponowanych przez Poppera o dodatkowe: spójność poglądów głoszonych w ramach teorii z poglądami programu badawczego, oraz uzgodnił kuhnowską koncepcję nieciągłości w rozwoju wiedzy.

## Popperyzm jako stanowisko socjologiczne
Popper opublikował także poczytne dzieło pod tytułem Społeczeństwo otwarte i jego wrogowie. Wyraził w nim pogląd, że jedynie społeczeństwa, w których jednostka uzyskuje wolność osobistą, mogą dać ludziom możliwość osiągnięcia realizacji oraz szczęścia. Urzeczywistnienie otwartości społeczeństwa ma według Poppera prowadzić do skutecznej metody obrony przed totalitaryzmem. Poglądy takie prezentował Popper pod wpływem własnych przeżyć wojennych (był austriackim Żydem), a także jako sprzeciw wobec stanowiska filozoficznego Ludwiga Wittgensteina. Publikacja, o której mowa, zapoczątkowała rozwój wielokulturowych społeczeństw zachodnich i stała się bezpośrednią inspiracją dla polityków decydujących o nowym ładzie świata po II wojnie światowej, w tym konstrukcji ustroju powojennych Niemiec. Do uczniów Poppera należy George Soros, który zajął się praktyczną realizacją idei swojego mistrza. Współcześnie wobec wyzwań nowoczesności idee społeczne Poppera podlegają znaczącej krytyce. Zwraca się uwagę na konflikty cywilizacyjne (zderzenie cywilizacji chrześcijańskiej z islamską, które miałoby być zdaniem krytyków Poppera nieuchronną konsekwencją dziejową) oraz na ważną rolę konstruktywnego ograniczenia wolności osobistej jednostek wobec zagrożenia terroryzmem (analogicznie do wcześniejszych krytyk, gdzie podobną rolę odgrywał komunizm). Tym niemniej dzieło Poppera przeżyło swój wielki rozkwit, stając się nową podwaliną paradygmatu liberalnego w polityce i socjologii.